# Pantherodes semiconfluens
Pantherodes semiconfluens là một loài bướm đêm trong họ Geometridae.